# Женщины в Макао
Женщины в Макао, по словам Кандис Чио Нган Иенг, президента Ассоциации женщин Макао, в 2010 году определяют себя как значимые и незаменимые силы в современной цивилизации Макао.

## В обществе

### Образование
Согласно информационному бюллетеню, подготовленному Мариетт Болиной, воспитание детей традиционно считается женской ролью, однако в последнее время всё больше женщин принимают решение продолжить своё образование. Улучшение уровня образования среди женщин в Макао часто связывают с общим повышением качества образовательной системы региона и ростом осведомлённости женщин о важности образования.
С 1970 по 2007 год благодаря изменению статуса женщин в обществе Макао и увеличению интереса к более высокому уровню образования, численность студенток университетов выросла с 10,8 до 77,4 миллиона. Однако проблема неграмотности среди женщин в Макао всё ещё остаётся актуальной. Предполагается, что отказ от традиционных представлений и поощрение большего числа женщин к получению образования могут способствовать решению этой проблемы. Кроме того, гендерный разрыв между мужчинами и женщинами в Макао может быть преодолён через стремление к образованию.

### Карьера
В начале 1990-х годов женщины в Макао стали значимой силой на рынке труда. По данным Статистического бюро и Бюро переписи населения Макао, опубликованным в «Обзоре занятости за 1991 год», уровень участия женщин в рабочей силе составлял 44,35%. К 1996 году этот показатель увеличился до 45,32%. С 1990-х годов доходы занятых женщин выросли, что способствовало сокращению гендерного разрыва в доходах. Однако доля женщин в домохозяйствах с низким доходом остаётся выше, чем у мужчин, тогда как доля женщин в домохозяйствах с высоким доходом значительно ниже. В 1994 году женщины со среднемесячным доходом менее 1000 юаней составляли 78,47% женского населения, женщины с доходом от 1501 до 2000 юаней — 84,58%, а женщины с доходом от 2001 до 2500 юаней — 70,12%. В то же время женщины со среднемесячным доходом более 2500 юаней составляли только 28,1%, в то время как мужчины — 71,86%. Это свидетельствует о значительном гендерном неравенстве в доходах в Макао.

#### Гендерное равенство
Согласно опросу, проведённому Синьсинь Чэнь, большинство женщин в Макао считают, что их статус в семье равен статусу мужчин, однако в более широком обществе он ниже. Молодые женщины ощущают большую эгалитарность своего социального положения. Это свидетельствует о том, что, несмотря на ослабление традиционных установок в семейных кругах и среди молодого поколения, в обществе Макао всё ещё сохраняются традиционные гендерные нормы.

### Семейная жизнь
Согласно опросу, респондентки в основном выразили неудовлетворённость уровнем коммуникации с семьями, условиями проживания, совместным времяпрепровождением с мужьями и образованием детей. Их жизненный опыт варьируется в зависимости от возраста. В возрастной группе от 18 до 30 лет респондентки чаще всего выражали неудовлетворённость коммуникацией с семьями и своим экономическим положением. В возрасте от 31 до 55 лет их в большей степени беспокоят вопросы, связанные с образованием детей и их экономическим статусом, а после 56 лет коммуникация с семьями становится для них более значимой. В целом, уровень удовлетворённости семейной жизнью среди женщин Макао зависит от возраста, уровня дохода и семейного положения.

## Политическая активность
В период португальского колониального правления все дела Макао находились под контролем португальских политиков. Китайские жители редко имели адекватное представительство в местной политике, а возможности для участия женщин в политической жизни были ещё более ограниченными. После окончания колониального периода правительство Специального административного района Макао разработало законодательство для устранения дискриминации женщин. Были созданы различные бюро и департаменты для содействия равенству женщин и улучшения их благосостояния. Это отражено в статье 38 Основного закона Специального административного района Макао Китайской Народной Республики, которая гласит:
«Права и интересы женщин защищены Специальным административным районом Макао.»

### Флоринда Чан
Флоринда Чан стала заметной феминистской иконой в Макао после того, как в возрасте 45 лет она стала главой администрации Макао.

## Секс-торговля
Секс-торговля в Макао остаётся обычной практикой и вызывает множество споров. Женщин и девочек, как местных, так и иностранных, принуждают к занятию проституцией в публичных домах, домах и на предприятиях города.

## Также к прочтению
- Pina-Cabral, João de. Between China and Europe: Person, Culture, and Emotion in Macao, Volume 74 of London School of Economics Monographs on Social Anthropology, Berg Publishers, 2002, p. 174 (256 pages), ISBN 0-8264-5749-5, ISBN 978-0-8264-5749-3